# Pörtschach am Wörthersee
Pörtschach am Wörthersee is een gemeente in de Oostenrijkse deelstaat Karinthië, en maakt deel uit van het district Klagenfurt-Land.
Pörtschach am Wörthersee telt 2632 inwoners. Het ligt aan de Wörthersee.
Ebenthal in Kärnten ·
Feistritz im Rosental ·
Ferlach ·
Grafenstein ·
Keutschach am See ·
Köttmannsdorf ·
Krumpendorf am Wörthersee ·
Ludmannsdorf ·
Magdalensberg ·
Maria Rain ·
Maria Saal ·
Maria Wörth ·
Moosburg ·
Poggersdorf ·
Pörtschach am Wörthersee ·
Sankt Margareten im Rosental ·
Schiefling am Wörthersee ·
Techelsberg am Wörther See ·
Zell
- Gemeinsame Normdatei: 4222414-7
- Library of Congress Control Number: n91108817
- Nationale Bibliotheek van Israël: 987007567747605171
- Virtual International Authority File: 239523895